# Xanthomendoza mendozae
Xanthomendoza mendozae är en lavart som först beskrevs av Räsänen, och fick sitt nu gällande namn av S. Y. Kondr. & Kärnefelt. Xanthomendoza mendozae ingår i släktet Xanthomendoza och familjen Teloschistaceae.   Inga underarter finns listade i Catalogue of Life.